# 菲希特巴赫河
50°47′25.9″N 6°13′18.4″E / 50.790528°N 6.221778°E

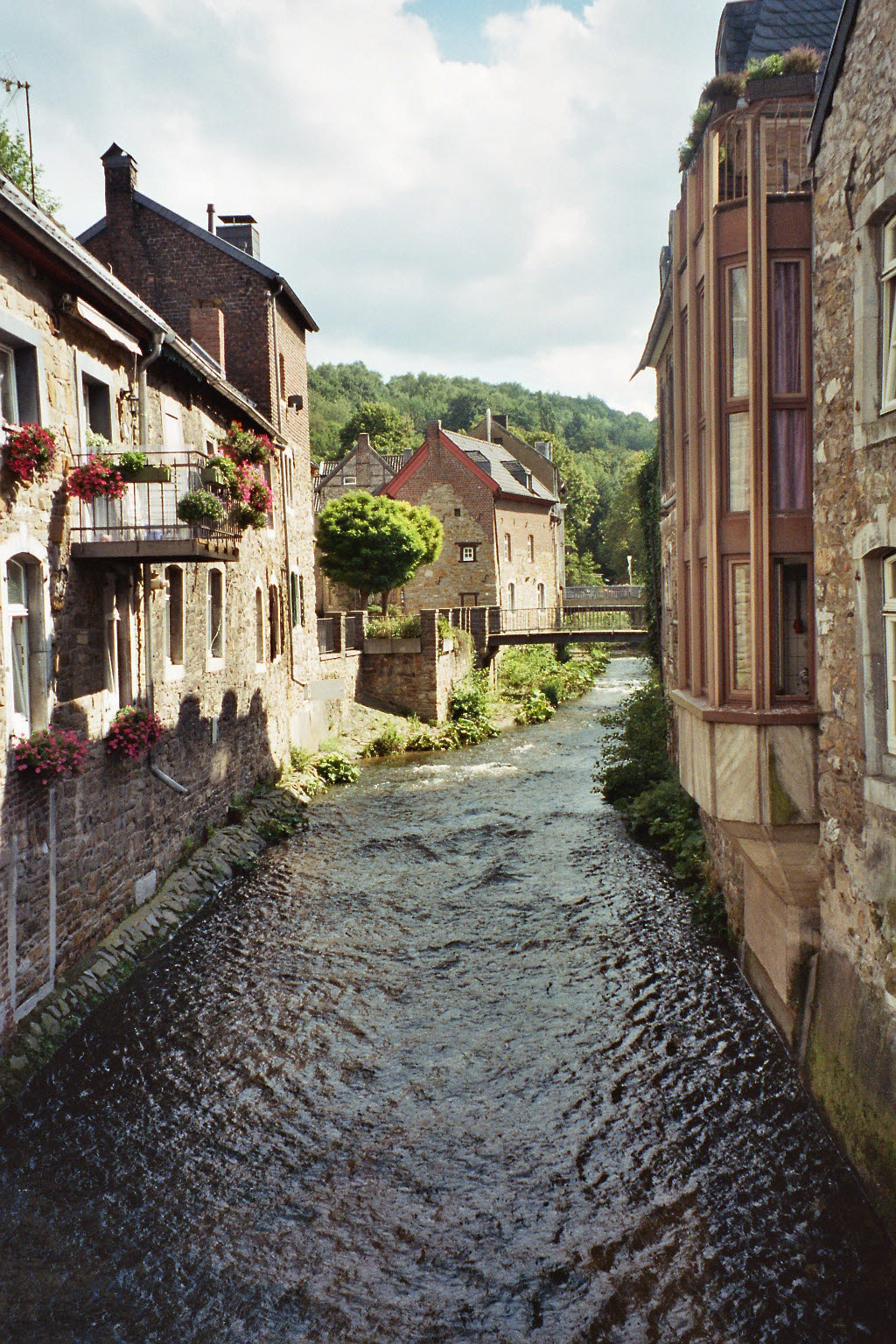

菲希特巴赫河（德語：Vichtbach），是德國的河流，位於該國西部，處於北萊茵-威斯特法倫州，屬於因德河的支流，河道全長23公里，流域面積104平方公里。